# Cronicó Rivipullense II
El Cronicó Rivipullense II és un cronicó (semblant a un annal) de la sèrie de Cronicons Rivipullensis redactats en llatí i que tingueren origen en el Monestir de Ripoll. Aquest cronicó és el més llarg dels Cronicons Rivipul·lenses i sembla que estava destinat a algun centre extern al mateix monestir. Totalitza unes cinc-centes notes que comprenen des del naixement de Jesucrist fins al 1302; les anotacions fins al 659 foren escrites a finals del segle xii, restant aturada l'obra fins que un segle més tard, fou represa i prosseguida per diversos monjos.